# 苦梓含笑
苦梓含笑（学名：Michelia balansae），为木兰科含笑属下的一个植物变种。